# Gordius angulatus
Gordius angulatus är en djurart som tillhör fylumet tagelmaskar, och som beskrevs av Linstow 1906. Gordius angulatus ingår i släktet Gordius, och familjen Gordiidae. Inga underarter finns listade i Catalogue of Life.